# Brzana Górna
Brzana Górna – dawna wieś, nazwa zniesiona, obecnie część wsi Brzana w Polsce, położona w województwie małopolskim, w powiecie gorlickim, w gminie Bobowa. Stanowi północną część wsi.

## Historia
Dawniej wieś i gmina jednostkowa w powiecie grybowskim (okręg sądowy Ciężkowice). W II RP w województwie krakowskim, początkowo w powiecie grybowskim, od 1 kwietnia 1932 w powiecie nowosądeckim, a od 23 lipca 1934 w powiecie gorlickim.
1 sierpnia 1934 gminę Brzana Górna zniesiono, włączając ją do nowo utworzonej zbiorowej gminy Bobowa. 15 września 1934 Brzanę Górną i Brzanę Dolną połączono w jedną gromadę Brzana w granicach gminy Bobowa.
14 lutego 1968 Brzana Górna została ponownie wyodrębniona z Brzany jako samodzielna wieś. 1 stycznia 2006 połączono ją ponownie z Brzaną Dolną w jedną wieś Brzana.
W latach 1975–1998 miejscowość administracyjnie należała do województwa nowosądeckiego.